# Sechenov Phoenix 2022
Questa voce raccoglie le informazioni riguardanti i Sechenov Phoenix nelle competizioni ufficiali della stagione 2022.

## Maschile

### Prima squadra

#### Eastern European Superleague 2022

##### Stagione regolare
| Zelenograd 7 maggio 2022, ore 17:00 1ª giornata | Moscow United | 6 – 34 (0-20 0-14 6-0 0-0) referto | Sechenov Phoenix/ Moscow Patriots | Stadio del Rugby\| Arbitro: \| Čechov \| |
| Arbitro:                                        | Čechov        |                                    |                                   |                                          |

| Zelenograd 21 maggio 2022, ore 17:00 2ª giornata | Sechenov Phoenix /Moscow Patriots | 35 – 22 (7-0 7-10 21-0 0-12) referto | Sankt Petersburg Griffins | Stadio del Rugby\| Arbitro: \| Smirnov \| |
| Arbitro:                                         | Smirnov                           |                                      |                           |                                           |

| Zelenograd 4 giugno 2022, ore 17:00 3ª giornata | Sechenov Phoenix /Moscow Patriots | 7 – 20 (0-0 0-7 7-7 0-6) referto | Spartak Moskva | Stadio del Rugby\| Arbitro: \| Smirnov \| |
| Arbitro:                                        | Smirnov                           |                                  |                |                                           |

| Korolëv 18 giugno 2022, ore 15:00 4ª giornata | Moscow Spartans | 36 – 8 (16-0 0-0 6-0 14-8) referto | Sechenov Phoenix/ Moscow Patriots | Stadion Vympel\| Arbitro: \| Čechov \| |
| Arbitro:                                      | Čechov          |                                    |                                   |                                        |

| San Pietroburgo 2 luglio 2022, ore 16:30 5ª giornata | Sankt Petersburg North Legion | 33 – 24 (10-10 7-7 0-7 16-0) referto | Sechenov Phoenix/ Moscow Patriots | MSA Petrovskij\| Arbitro: \| Zacharov \| |
| Arbitro:                                             | Zacharov                      |                                      |                                   |                                          |

##### Playoff
| Korolëv 16 luglio 2022, ore 15:00 Semifinale | Moscow Spartans | 25 – 0 (3-0 6-0 10-0 6-0) referto | Sechenov Phoenix/ Moscow Patriots | Stadion Vympel\| Arbitro: \| Čechov \| |
| Arbitro:                                     | Čechov          |                                   |                                   |                                        |

| San Pietroburgo 30 luglio 2022, ore 15:00 Finale 3º - 4º posto | Sankt Petersburg North Legion | 39 – 0 referto | Sechenov Phoenix/ Moscow Patriots | Stadion Dinamo\| Arbitro: \| Smirnov \| |
| Arbitro:                                                       | Smirnov                       |                |                                   |                                         |

#### Statistiche di squadra
| Competizione      | %Vittorie | In casa | In casa | In casa | In casa | In casa | In casa | In trasferta | In trasferta | In trasferta | In trasferta | In trasferta | In trasferta | Totale | Totale | Totale | Totale | Totale | Totale |
| Competizione      | %Vittorie | G       | V       | N       | P       | Pf      | Ps      | G            | V            | N            | P            | Pf           | Ps           | G      | V      | N      | P      | Pf     | Ps     |
| ----------------- | --------- | ------- | ------- | ------- | ------- | ------- | ------- | ------------ | ------------ | ------------ | ------------ | ------------ | ------------ | ------ | ------ | ------ | ------ | ------ | ------ |
| Stagione regolare | .400      | 2       | 1       | 0       | 1       | 42      | 42      | 3            | 1            | 0            | 2            | 66           | 75           | 5      | 2      | 0      | 3      | 108    | 117    |
| Playoff           | .000      | 0       | 0       | 0       | 0       | 0       | 0       | 2            | 0            | 0            | 2            | 0            | 64           | 2      | 0      | 0      | 2      | 0      | 64     |
| Totale            | .286      | 2       | 1       | 0       | 1       | 42      | 42      | 5            | 1            | 0            | 4            | 66           | 139          | 7      | 2      | 0      | 5      | 108    | 181    |

#### Statistiche personali

##### Marcatori
| Giocatore   | Ruolo | TD rush | TD recv | TD int | TD p.ret | TD k.ret | TD oth | Xp1 | Xp2 | FG | Saf | Totale |
| ----------- | ----- | ------- | ------- | ------ | -------- | -------- | ------ | --- | --- | -- | --- | ------ |
| Woods       |       | 0       | 5       | 0      | 0        | 0        | 0      | 0   | 0   | 0  | 0   | 30     |
| Černoluckij |       | 4       | 0       | 0      | 0        | 0        | 0      | 0   | 0   | 0  | 0   | 24     |
| Poljakov    |       | 0       | 1       | 0      | 0        | 0        | 0      | 12  | 0   | 1  | 0   | 21     |
| Chorošilov  |       | 1       | 0       | 0      | 0        | 0        | 0      | 0   | 0   | 0  | 0   | 6      |
| Dokučaev    |       | 0       | 1       | 0      | 0        | 0        | 0      | 0   | 0   | 0  | 0   | 6      |
| Kobunov     |       | 0       | 1       | 0      | 0        | 0        | 0      | 0   | 0   | 0  | 0   | 6      |
| Rurua       |       | 1       | 0       | 0      | 0        | 0        | 0      | 0   | 0   | 0  | 0   | 6      |
| Tkačenko    |       | 0       | 1       | 0      | 0        | 0        | 0      | 0   | 0   | 0  | 0   | 6      |
| Čuprinov    |       | 0       | 0       | 0      | 0        | 0        | 0      | 1   | 1   | 0  | 0   | 3      |

### Seconda squadra

#### EESL Vtoraja Liga 2022

##### Stagione regolare
| Mosca 30 aprile 2022 1ª giornata | Sechenov Phoenix 2 | 20 – 56 referto | Sankt Petersburg MČS University Team | Stadion Burevetnik |

| Mosca 14 maggio 2022 2ª giornata | Sechenov Phoenix 2 | 18 – 0 referto | Rhinos Cherepovets | Stadion Burevetnik |

| Korolëv 29 maggio 2022, ore 14:00 MSK 3ª giornata | Moscow Spartans 2 | 18 – 8 referto | Sechenov Phoenix 2 | Stadion Čajka |

| San Pietroburgo 12 giugno 2022, ore 19:30 MSK 4ª giornata | Sankt Petersburg MČS University Team | 32 – 20 referto | Sechenov Phoenix 2 | Stadion Zvezda |

| Čerepovec 25 giugno 2022, ore 14:00 MSK 5ª giornata | Rhinos Cherepovets | 14 – 36 referto | Sechenov Phoenix 2 | Stadion Metallurg |

| Mosca 24 luglio 2022, ore 18:00 MSK 7ª giornata | Sechenov Phoenix 2 | 20 – 28 (6-6 6-16 8-6 0-0) referto | Moscow Spartans 2 | Stadion Burevetnik |

#### Statistiche di squadra
| Competizione      | %Vittorie | In casa | In casa | In casa | In casa | In casa | In casa | In trasferta | In trasferta | In trasferta | In trasferta | In trasferta | In trasferta | Totale | Totale | Totale | Totale | Totale | Totale |
| Competizione      | %Vittorie | G       | V       | N       | P       | Pf      | Ps      | G            | V            | N            | P            | Pf           | Ps           | G      | V      | N      | P      | Pf     | Ps     |
| ----------------- | --------- | ------- | ------- | ------- | ------- | ------- | ------- | ------------ | ------------ | ------------ | ------------ | ------------ | ------------ | ------ | ------ | ------ | ------ | ------ | ------ |
| Stagione regolare | .333      | 3       | 1       | 0       | 2       | 58      | 84      | 3            | 1            | 0            | 2            | 64           | 64           | 6      | 2      | 0      | 4      | 122    | 148    |
| Totale            | .333      | 3       | 1       | 0       | 2       | 58      | 84      | 3            | 1            | 0            | 2            | 64           | 64           | 6      | 2      | 0      | 4      | 122    | 148    |